# Jan Bém
Jan Bém (* 24. November 1917; † 29. Mai 2005) war ein tschechoslowakischer Stabhochspringer.
Bei den Leichtathletik-Europameisterschaften 1946 in Oslo gewann er Bronze mit 4,10 m. 
Seine persönliche Bestleistung von 4,16 m stellte er am 24. Juli 1946 in Prag auf.